# Policijska akademija (animirana serija)
Policijska akademija (eng. Police Academy: The Animated Series) je animirana humoristična TV serija s kraja osamdesetih, iz franšize Policijske akademije.

## Glasovi
- Ron Rubin - glas Mahoneyja
- Greg Morton - glas Jonesa i Hightowera
- Howard Morris - glas Sweetchucka i Profesora
- Dan Hennessey - glas Zeda i Tackleberryja
- Don Francks - glas Housea i Proctora
- Denise Pidgeon - glas Hooksa i Callahana
- Len Carlson - glas kapetana Harrisa
- Tedd Dillon - glas načelnika Lassarda

## Epizode
| 1. The Good, The Bad & The Bogus 2. Puttin' On The Dogs 3. Phantom of the Precinct 4. Cops & Robots 5. Police Academy Blues 6. A Blue Knight At The Opera 7. Worth Her Weight In Gold 8. For Whom The Wedding Bells Toll 9. Westward Ho Hooks 10. My Mummy Lies Over The Ocean 11. Numbskull's Revenge 12. Proctor, Call A Doctor! 13. Little Zed & Big Bertha 14. Curses On You! 15. Lights, Action, Coppers! 16. Camp Academy 17. The Tell Tale Tooth 18. Mr. Sleaze Versus Lockjaw 19. Spaced Out Space Cadets 20. Sweetchuck's Brother 21. Karate Cop 22. The Hang Ten Gang 23. Nine Cops And A Baby 24. Fish & Microchips 25. Precinct of Wax 26. Cop Scouts 27. Professor Jekyll And Gangster Hyde 28. Operation Big House 29. Kingpin's Council of Crime 30. Ship Of Jewels 31. Zillion Dollar Zed 32. The Comic Book Caper 33. The Monkey Trial | 1. Rolling For Dollars 2. K-9 Corps And The Peking Pooch 3. Santa With A Badge 4. Suitable For Framing 5. Rock Around The Cops 6. Prince And The Copper 7. Now You Steal It, Now You Don't 8. Mad Maxine 9. Trading Disgraces 10. Champ 11. Wheels of Fortune 12. The Wolf Who Cried Boy 13. Snow Job 14. A Bad Knight For Tackleberry 15. Supercop Sweetchuck 16. Deja Voodoo 17. Flights Of The Bumbling Blues 18. Big Burger 19. Fat City 20. Elementary, My Dear Coppers! 21. Dr. Deadstone, I Presume 22. The Hillbilly Blues 23. Survival Of The Fattest 24. The Junkman Ransoms The Ozone 25. Grads On Tour 26. Like Coppers, Like Son 27. Ten Little Cops 28. Big Top Cops 29. Alpine K-9s 30. The Legend Of Robin Good 31. Hawaii Nine-0 32. Thieves Like Us |  |

## Vanjske poveznice
- Policijska akademija u internetskoj bazi filmova IMDb-a